# Morocarpus foliosus
Morocarpus foliosus är en amarantväxtart som beskrevs av Conrad Moench. Morocarpus foliosus ingår i släktet Morocarpus och familjen amarantväxter. Inga underarter finns listade i Catalogue of Life.